# William Witney
William Nuelsen Witney (Lawton, Oklahoma, 15 de maio de 1915 – Jackson, Califórnia, 17 de março de 2002) foi um cineasta estadunidense especializado em seriados, modestos westerns e filmes de ação em geral.

## Carreira
Witney começou a carreira como mensageiro, ainda na era muda, e em 1936 estava na Republic como supervisor de roteiros. Foi supervisor de roteiro e fez um pequeno papel como ator no seriado The Vigilantes Are Coming, pela Republic, em 1936, sendo a primeira vez que esteve envolvido em um seriado. Guarda-Costa Alerta (SOS, Coast Guard, 1937) foi seu primeiro trabalho como diretor e também o primeiro dos inúmeros seriados, vários em colaboração com John English, que faria até se alistar no Corpo de Fuzileiros Navais de seu país, durante a Segunda Guerra Mundial. Após dar baixa, passou a trabalhar com o caubói cantor Roy Rogers, a cujos filmes chegou a imprimir uma excessiva dose de violência e realismo, o que lhe valeu críticas dos fãs mais puristas. Fez filmes também com Rex Allen, já no ocaso dos faroestes B e, em 1954, dirigiu o vigoroso western Tropel de Vingadores (The Outcast), com John Derek, reputado seu melhor filme. Outros destaques de sua filmografia são Massacre Traiçoeiro (Santa Fe Passage, 1955), western estrelado por John Payne, Gangsters em Fúria (The Bonnie Parker Story, 1958), drama criminal com Dorothy Provine e Robur, O Conquistador do Mundo (Master of the World, 1961), aventura baseada em romance de Júlio Verne, estrelada por Charles Bronson e Vincent Price. Entre os seriados, destacam-se, entre muitos, O Aliado Misterioso (The Painted Stallion, 1937), Demônios do Círculo Vermelho (Daredevils of the Red Circle, 1939) e Os Perigos de Nyoka (Perils of Nyoka, 1942). Na televisão dirigiu episódios de diversas séries, entre elas Bonanza, O Homem de Virgínia, The High Chaparral, Tarzan, Daniel Boone, Laredo e Zorro.
Foi também autor dos livros Trigger Remembered, 1989, homenagem ao cavalo cinematográfico de Roy Rogers, e In a Door, Into a Fight, Out a Door, Into a Chase, 1996, que relata sua experiência como diretor de seriados.
Apesar de nunca ter conseguido ascender às produções A, Witney adquiriu o respeito dos estudiosos do cinema, por sua capacidade de inventar novos ângulos de câmera, pela expressividade e crueza de suas sequências de ação e pelo entusiasmo e energia que impunha a seus hoje clássicos seriados.

## Filmografia
Todos os títulos em português referem-se a exibições no Brasil.

### Seriados
- 1937 Guarda-Costa Alerta (S.O.S. Coast Guard); codirigido com Alan James
- 1937 A Volta do Zorro (Zorro Rides Again); codirigido com John English
- 1937 O Aliado Misterioso (The Painted Stallion); codirigido com Alan James e Ray Taylor
- 1938 A Volta de Dick Tracy (Dick Tracy Returns); codirigido com John English
- 1938 O Guarda Vingador (The Lone Ranger); idem
- 1938 Demônios em Luta (The Fighting Devil Dogs); idem
- 1938 O Falcão das Florestas (Hawk of the Wilderness); idem
- 1939 Novas Aventuras de Dick Tracy (Dick Tracy's G-Men); idem
- 1939 A Volta do Cavaleiro Mascarado (The Lone Ranger Rides Again); idem
- 1939 Demônios do Círculo Vermelho (Daredevils of the Red Circle); idem
- 1939 A Legião do Zorro (Zorro's Fighting Legion); idem
- 1940 Os Tambores de Fu Manchu (Drums of Fu Manchu); idem
- 1940 Aventuras de Red Ryder (Adventures of Red Ryder); idem
- 1940 O Rei da Polícia Montada (King of the Royal Mounted); idem
- 1940 O Misterioso Doutor Satan (Mysterious Doctor Satan); idem
- 1941 O Homem de Aço (Adventures of Captain Marvel); idem
- 1941 A Filha das Selvas (Jungle Girl); idem
- 1941 Dick Tracy Contra o Crime (Dick Tracy vs. Crime, Inc.); idem
- 1941 Contra a Quinta Coluna (King of the Texas Rangers); idem
- 1942 O Terror dos Espiões (Spy Smasher)
- 1942 Polícia Montada Contra a Sabotagem (King of the Mounties)
- 1942 Os Perigos de Nyoka (Perils of Nyoka)
- 1943 G-Men e o Dragão Negro (G-Men vs The Black Dragon); codirigido com Spencer Gordon Bennet

### Faroestes B

#### Série Roy Rogers
Todos os filmes do caubói a partir de Luar do Sertão (Roll on Texas Moon, 1946) até Reduto de Assassinos (Pals of the Golden West, 1951), o último da série. Queira, por favor, pesquisar o verbete correspondente ao astro.

#### Outras séries
- 1937 O Trio do Gatilho (The Trigger Trio); série The Three Mesquiteers
- 1940 Heróis do Sertão (Heroes of the Saddle); idem
- 1942 Outlaws of Pine Ridge; série Don "Red" Barry
- 1951 Cavaleiro do Colorado (Colorado Sundown); série Rex Allen
- 1952 O Último Mosqueteiro (The Last Musketeer); idem
- 1952 Raposa da Fronteira (Border Saddlemates); idem
- 1952 O Fantasma dos Prados (Old Oklahoma Plains); idem
- 1952 Emboscada Sangrenta (South Pacific Trail); idem
- 1953 O Salto da Morte (Down Laredo Way); idem
- 1953 Caminho do Terror (Iron Mountain Trail); idem
- 1953 O Vale do Medo (Shadows of Tombstone); idem
- 1953 Flecha Ligeira (Old Overland Trail); idem

### Longas-metragens
- 1952 Garota Infernal (The WAC from Walla Walla)
- 1954 Tropel de Vingadores (The Outcast)
- 1955 Homens Perversos (City of Shadows)
- 1955 Massacre Traiçoeiro (Santa Fe Passage)
- 1955 Assassinos Desalmados (Headline Hunters)
- 1955 Ambição Desenfreada (The Fighting Chance)
- 1956 Quadrilha Sanguinária (A Strange Adventure)
- 1956 A Lei do Revólver (Stranger at My Door)
- 1957 Destinos Cruzados (Panama Sal)
- 1958 Juvenile Jungle
- 1958 Gangsters em Fúria (The Bonnie Parker Story)
- 1958 Jovens e Selvagens (Young and Wild)
- 1958 The Cool and the Crazy
- 1959 Paratroop Command
- 1960 O Vale da Traição (Valley of the Redwoods)
- 1960 O Segredo dos Arrecifes (The Secret of the Purple Reef)
- 1961 Robur, O Conquistador do Mundo (Master of the World)
- 1961 O Laço Ameaçador (The Long Rope)
- 1962 The Cat Burglar
- 1964 Rifles Apaches (Apache Rifles)
- 1965 Brotinhos de Biquíni (Girls on the Beach)
- 1965 Bandoleiros do Arizona (Arizona Raiders)
- 1967 Rifles da Desforra (40 Guns to Apache Pass)
- 1967 Bonanza, A Lei do Oeste (Ride the Wind); feito para a TV, mas exibido nos cinemas em alguns países
- 1973 Fuga da Ilha do Diabo (I Escaped from Devil's Island)
- 1975 Darktown Strutters
- 1980 Heróis do Velho Oeste (Showdown at Eagle Gap)